# 桃园华溪蟹
桃园华溪蟹（学名：Sinopotamon taoyuanense）为溪蟹科华溪蟹属的动物。在中国大陆，分布于湖南等地，多生活于水田及溪流中。其生存的海拔范围为100至150米。